# ألان غوتيريز كاسترو
ألان غوتيريز كاسترو (بالإسبانية: Allan Gutiérrez Castro)‏ هو سباح هندوراسي، ولد في 12 أغسطس 1993 في سان بيدرو سولا في هندوراس.

## روابط خارجية
- ألان غوتيريز كاسترو على موقع الاتحاد الدولي للسباحة (الإنجليزية)
- ألان غوتيريز كاسترو على موقع أوليمبيديا (الإنجليزية)